# Y Pegasi
Y Pegasi är en pulserande variabel av Mira Ceti-typ i stjärnbilden Pegasus. 
Stjärnan varierar mellan magnitud +8,9 och 16,0 med en period av 207,05 dygn.